# ファビアン・ヘルベルス
ファビアン・ヘルベルス（Fabian Herbers、1993年8月17日 - ）は、ドイツ出身のサッカー選手。CFモントリオール所属。ポジションはMF。

## クラブ経歴
2016年のMLSスーパードラフトでフィラデルフィア・ユニオンに指名された。3月6日のFCダラス戦で83分からピッチに立ちプロデビュー。6月1日のコロンバス・クルー戦でプロ初ゴールを決めた。
2018年12月9日、2019年のMLSスーパードラフト2巡目指名権とのトレードでシカゴ・ファイアーFCに移籍。
2025年1月3日、CFモントリオールに2年契約で移籍した。

## 人物
2017年7月にグリーンカードを取得。このためMLSでは国内選手扱いとなっている。